# Daniel Bellec
Pour les articles homonymes, voir Bellec.
Daniel Bellec, né le 23 janvier 1952 à Mananjary (Madagascar) et mort le 23 avril 2020 à Nantes, est un peintre français. Sous le pseudonyme de Roger Dimanche il était l’un des pionniers du street art à Nantes.

## Biographie
Né en 1952 à Madagascar, il y vit jusqu’à l’âge de 9 ans avant de venir en France, à Lorient puis à Nantes.

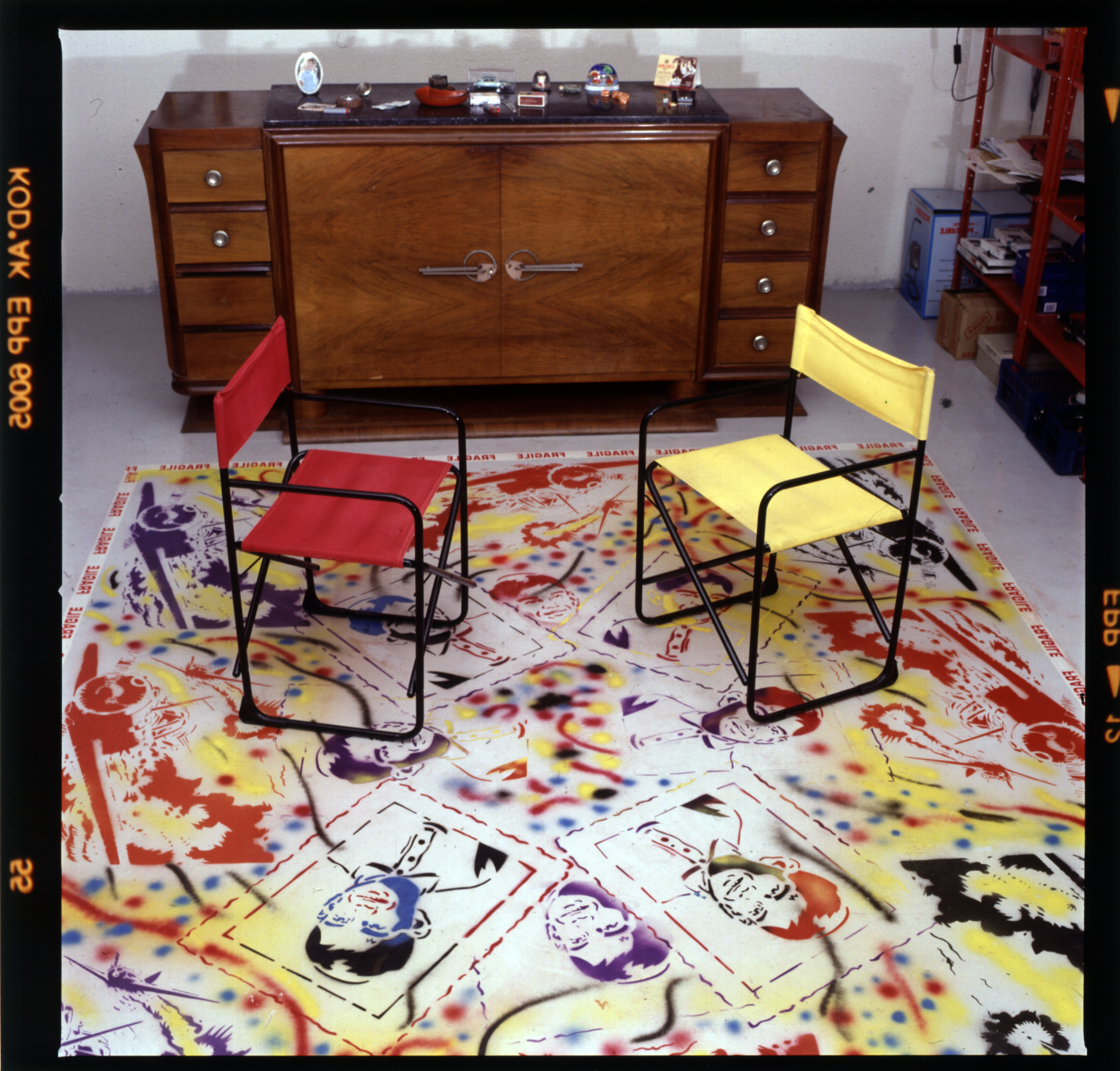
Pochoirs en tapis. Cornebarrieu 1990

Mur sur l'Ile de Nantes 1994

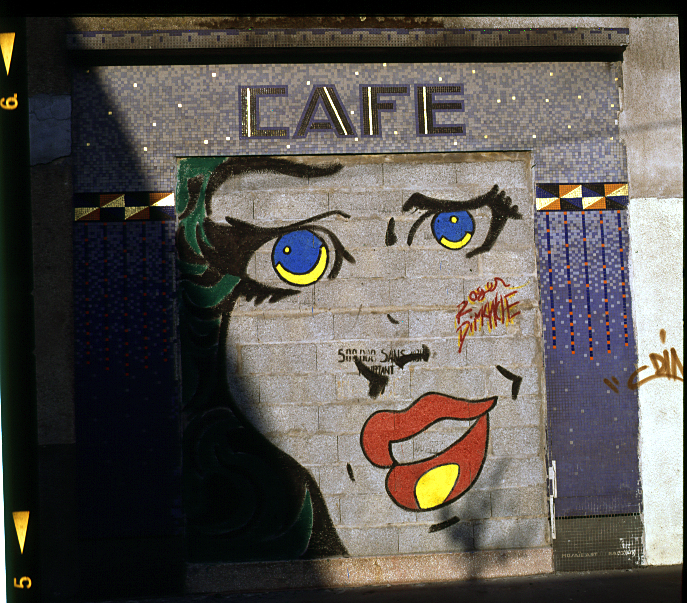
Peinture sur une devanture de café 1994

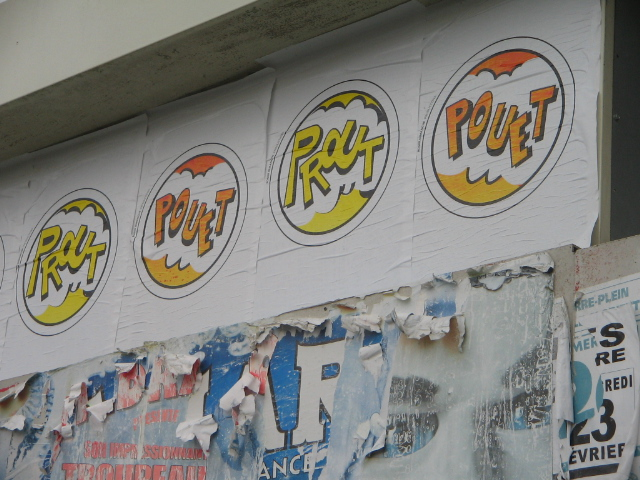
Roger Dimanche en 2005

Diplômé de l'école d'architecture de Nantes. Il commence ses créations urbaines en 1988. Il peint de grands visages sur les friches de l’île de Nantes, sur des piliers de ponts, des immeubles abandonnés, des commerces, souvent inspirés par la BD populaire. Il réalise également des campagnes d'affichages en ville. En recherche permanente et sous différentes formes, de contact avec le public. Il exposera dans de nombreux endroits, galeries, cafés et restaurants mais aussi festivals ou dans son atelier de Port-Louis ouvert au public. 